# Radoslav Khom
Ct.p. Radoslav (Radek) Khom (1981 – 27. prosince 2008 Praha) byl český katolický bohovec litoměřické diecéze, františkánský terciář a autor křesťanské literatury.

## Život
Vyrostl v Praze v ateistickém prostředí, ale postupně dospěl k náboženské konverzi ke křesťanství. Zájem o liturgii jej přivedl ke službě v katolické církvi. Do roku 27. srpna 2006 vykonával funkci kostelníka v kostele Panny Marie Sněžné na Jungmannově náměstí v Praze. Tato služba byla důležitá při jeho spoluautorství na knize Kostelník, praktická příručka, která vyšla až po jeho smrti. V roce 2006 začal studovat na olomoucké teologické fakultě bohosloví jako kanditát za litoměřickou diecézi. Zemřel ve věku 27 let po delší nemoci jako bohoslovec druhého ročníku olomouckého semináře. Poslední rozloučení s ním se konalo v neděli 8. ledna 2009 při zádušní liturgii v kostele Nejsvětější Trojice ve Spálené ulici v Praze. Zádušní mši sloužil řeckokatolický kněz Radim Tutr za přítomnosti biskupa českobudějovického světícího biskupa Pavla Posáda. Důvodem proč byly obřady vedeny řeckokatolické liturgii byly ty, že Khom byl velkým obdivovatelem a příznivcem řeckokatolické liturgie a staroslověnštiny jako liturgického jazyka. Poté byly jeho ostatky týž den uloženy do hrobky františkánských terciářů na Olšanských hřbitovech.

## Monografie
- ADAMEC, Karel; KHOM, Radoslav, a kol. Kostelník, praktická příručka. Olomouc: Matice cyrilometodějská, 2010. 165 s.